# Reuvensdagen
De Reuvensdagen is het jaarlijkse congres voor de archeologische vakwereld in Nederland en het grootste congres voor de archeologie in de Lage Landen.
Het congres werd genoemd naar Caspar Reuvens (1793-1835), de eerste hoogleraar in de archeologie ter wereld. De eerste editie vond plaats in 1971 op initiatief van archeologen van het Instituut voor Prae- en Protohistorie van de Universiteit van Amsterdam, in reactie op de Correspondentendagen van de Rijksdienst voor het Oudheidkundig Bodemonderzoek. Tussen 2007 en 2012 vond tijdens de Reuvensdagen ook het popfestival ArcheoRock plaats. Alle deelnemende bands bestonden geheel of gedeeltelijk uit archeologen. Dit festival heeft een vervolg gekregen in de vorm van de Reuvensnacht.
Tijdens de Reuvensdagen werd een aantal jaar de "Grote Prijs der Nederlandse Veldarcheologie" en sinds 1989 de W.A. van Esprijs uitgereikt. De eerste is een publieksprijs, de tweede een juryprijs ingesteld ter ere van het pensioen van Wim van Es. Bij de W.A. van Esprijs wordt afwisselend een masterscriptie en een proefschrift uit de laatste twee jaar onderscheiden.
De Reuvensdagen werden achtereenvolgens georganiseerd door het Instituut voor Prae- en Protohistorie (1971-1978), de Stichting Nederlandse Archeologie (1979-2006), Erfgoed Nederland (2007-2011) en de Stichting Reuvens (2012-heden).
| Jaar | Locatie                       | Reuvenslezing                                  | Winnaar Gr. Prijs der Ned. Veldarcheologie  | Winnaar W.A. van Esprijs                          | Winnaar Archeologietalent | Opmerking |
| ---- | ----------------------------- | ---------------------------------------------- | ------------------------------------------- | ------------------------------------------------- | ------------------------- | --- |
| 1971 | Leiden                        | -                                              |                                             |                                                   |                           | - |
| 1972 | Amsterdam                     | -                                              |                                             |                                                   |                           | - |
| 1973 | Groningen                     | -                                              |                                             |                                                   |                           | - |
| 1974 | Nijmegen                      | -                                              |                                             |                                                   |                           | - |
| 1975 | Leeuwarden                    | -                                              |                                             |                                                   |                           | - |
| 1976 | Amersfoort                    | -                                              |                                             |                                                   |                           | - |
| 1977 | Enschede                      | -                                              |                                             |                                                   |                           | - |
| 1978 | Utrecht                       | -                                              |                                             |                                                   |                           | - |
| 1979 | Assen                         | -                                              |                                             |                                                   |                           | - |
| 1980 | Maastricht                    | -                                              |                                             |                                                   |                           | - |
| 1981 | Amsterdam                     | -                                              |                                             |                                                   |                           | - |
| 1982 | Den Bosch                     | -                                              |                                             |                                                   |                           | - |
| 1983 | Leiden                        | -                                              |                                             |                                                   |                           | - |
| 1984 | Middelburg                    | -                                              |                                             |                                                   |                           | - |
| 1985 | Groningen                     | -                                              |                                             |                                                   |                           | - |
| 1986 | Amsterdam                     | -                                              |                                             |                                                   |                           | - |
| 1987 | Nijmegen                      | -                                              |                                             |                                                   |                           | - |
| 1988 | Leeuwarden                    | -                                              | -                                           | -                                                 |                           | - |
| 1989 | Amersfoort                    | -                                              | -                                           | Monica Alkemade                                   |                           | - |
| 1990 | Maastricht                    | Reinder Reinders                               | -                                           | Wil Roebroeks                                     |                           | - |
| 1991 | Assen                         | John Coles                                     | -                                           | Annelou van Gijn                                  |                           | - |
| 1992 | Utrecht                       | Rolf d'Aujourd'hui                             | -                                           | Alexandra Mars en Boudewijn Goudswaard            |                           | - |
| 1993 | Leiden                        | Dick de Boer                                   | -                                           | -                                                 |                           | - |
| 1994 | Alphen aan den Rijn (Archeon) | Peter Reynolds                                 | -                                           | Birre Walvis en Dick Stapert                      |                           | - |
| 1995 | Zwolle                        | Willy Groenman-van Waateringe                  | -                                           | Rien Polak en Bert Groenewoudt                    |                           | - |
| 1996 | Nijmegen                      |                                                | -                                           | David Fontijn                                     |                           | - |
| 1997 | Amersfoort                    | Flemming Rieck                                 | -                                           | Esther Jansma                                     |                           | - |
| 1998 | Den Haag                      | Francis Pryor                                  | -                                           | Johan Nicolay en Marco Langbroek                  |                           | - |
| 1999 | Arnhem                        | Adriaan Verhulst                               | -                                           | -                                                 |                           | - |
| 2000 | Middelburg                    | Stephen Rippon                                 | -                                           | Stijn Arnoldussen                                 |                           | - |
| 2001 | Almere                        | Robert Grenier                                 | -                                           | Joris Aarts                                       |                           | - |
| 2002 | Maastricht                    | Jessica Voelker                                | -                                           | Ranjith Jayasena                                  |                           | - |
| 2003 | Vlaardingen                   | Martin Evison                                  | Glenn Tak                                   | David Fontijn                                     |                           | - |
| 2004 | Alkmaar                       | Dave Lakin (MOLAS)                             | Jan Roymans (RAAP)                          | Lucas Meurkens                                    |                           | - |
| 2005 | Nijmegen                      | David J. Breeze Andreas Thiel                  | Ben de Wit en Nol de Wit                    | Fleur Kemmers                                     |                           | |
| 2006 | Eindhoven                     | Matthew Collins                                | André Numan                                 | Karsten Wentink                                   |                           | - |
| 2007 | Deventer                      | Claus von Carnap-Bornheim c.s.                 | Ko Lenting                                  | -                                                 |                           | - |
| 2008 | Rijswijk                      | Mike Parker Pearson                            | Monique van Veen                            | Stijn Arnoldussen, Maikel Kuijpers en Rick Bonnie |                           | - |
| 2009 | Middelburg                    | Hauke Jöns                                     | Patrick van Luytelaar                       | -                                                 |                           | - |
| 2010 | Rotterdam                     | Cornelius Holtorf                              | Michael van der Wees (Archeologie Deventer) | Martine van Haperen                               |                           | - |
| 2011 | Haarlem                       | Dick de Boer                                   | Dick Velthuizen                             | Stijn Heeren                                      |                           | - |
| 2012 | Ede                           | Wim van Es                                     | Johan Verspay (Diachron)                    | Dieuwertje Duijn                                  |                           | - |
| 2013 | Groningen                     | Pieter-Matthijs Gijsbers                       | -                                           | Luit van der Tuuk                                 |                           | Prijs der Nederlandse publieksarcheologie: Erfgoed Leiden e.o. |
| 2014 | Den Haag                      | Joris D. Kila                                  | -                                           | Quentin Bourgeois                                 |                           | - |
| 2015 | Zwolle                        | Thijs Maarleveld                               | -                                           | Karen de Vries                                    |                           | Prijs der Nederlandse publieksarcheologie: Tijdtrap Rotterdam |
| 2016 | Heerlen                       | David Jennings                                 | -                                           | Annet Nieuwhof                                    |                           | - |
| 2017 | Leiden                        | Carenza Lewis                                  |                                             | Valerio Gentile                                   |                           | - |
| 2018 | Vlaardingen                   | Marc Knight                                    |                                             | Lisette Kootker                                   |                           | - |
| 2019 | Apeldoorn                     | David Fontijn                                  |                                             | Pir Hoebe en Femke Lippok                         |                           | - |
| 2020 | Almere                        | Arnold Carmiggelt                              |                                             | Youri van den Hurk                                | Jesper de Raad            | Gewijzigd naar online bijeenkomst vanwege de coronapandemie. |
| 2021 | Almere                        | Corien Bakker, Hans Huisman, Heleen van Londen |                                             | Marieke van Winkelhoff                            |                           | Gewijzigd naar online bijeenkomst vanwege de coronapandemie. Lancering 'Tussen wetenschap en wandelgangen. Vijftig jaar Nederlandse archeologie in de context van de Reuvensdagen' |
| 2022 | Breda                         | Jan Luiten van Zanden                          |                                             | Karen de Vries                                    |                           | |
| 2023 | Hoorn                         | Felicia J. Fricke                              |                                             | Chris Muysson                                     |                           | |
| 2024 | Den Haag                      | Kathleen Ferrier                               |                                             | Roosje de Leeuwe                                  |                           | |
| 2025 | Rotterdam                     |                                                |                                             |                                                   |                           | |